# L'Agent Jean! (série télévisée)
Pour l’article homonyme, voir L'Agent Jean !.
 (juillet 2024).
Améliorez-le ou discutez des points à vérifier. 
L'Agent Jean! est une série d'animation canadienne pour la jeunesse comprenant 100 épisodes de 7 minutes ainsi que 49 capsules de 90 secondes. 
Elle est produite par le studio d'animation Happy Camper Média et s'inspire de la bande dessinée du même nom, créée par Alex. A. La série est diffusée depuis le 18 décembre 2020 sur plusieurs plateformes, telles que TFO, ICI Radio-Canada Télé, ICI TOU.TV, CBC, et Gem.

## Synopsis
Dans L'Agent Jean!, l'Agent Jean et ses compagnons font partie de l'Agence, une organisation secrète dont la mission est de protéger la Terre A. Le groupe affronte des missions difficiles à mener à bien et déjouent les plans des super-vilains avec des actions loufoques et des logiques inexplicables.

## Personnages
- L'Agent Jean : Jean est un surdoué dont les missions aboutissent toujours avec succès.
- Madame Martha : Cheffe de l'Agence, elle dirige son équipe avec calme et intuition.
- Bulle : Experte en combat et infiltration, motivée par un désir de justice.
- WXT : Agent musclé dévoué à sauver la planète.
- Moignons : Entraîneur d'agents, malgré la perte de ses mains.
- EVA : Infirmière holographique avec un caractère bien à elle.
- Henry : Scientifique officiel de l'Agence, très intelligent.
- Julien-Christophe (J-C) : Cerveau machiavélique d'Henry, amateur de chaos.
- Farine : Super-vilain amical avec des inventions loufoques.
- Tibérius : Président assoiffé de pouvoir.
- Crémeux : Enfant joueur qui met souvent la planète en péril.
- Agatha : Agente solo agissant selon ses convictions.
- Billy : Informaticien et champion de jeux vidéo.
- Cassandra : Souveraine maléfique des Terres Rouges.
- Gabriel Lobe : Ancien pirate informatique devenu IA menaçante.
- Holus : Chef néomartien des Terres Rouges en quête identitaire.

## Épisodes
La série est répartie en cinq saisons, avec des épisodes de différentes durées, allant de 90 secondes (saisons 1 et 2) à 7 minutes (saisons 3, 4 et 5).

## Distribution

### Voix originales
- Pier-Luc Funk : Jean
- Juliette Gosselin : Bulle (saison 5)
- Sarah-Jeanne Labrosse : Bulle (saisons 1 à 4)
- Hugolin Chevrette : Farine, Holus et Gabriel Lobe
- Adib Alkhalidey : Billy
- France Castel : Madame Martha
- Bernard Fortin : JC et Henry
- Martin Watier : Crémeux, WXT et Moignons
- Anne Dorval : EVA et Cassandra
- Manuel Tadros : Tibérius
- Evelyne Brochu : Agatha

### Voix doublées en anglais
- Dustin Milligan[4] : Jon (Jean)
- Juliette Gosselin : Maple (Bulle)
- Richard M. Dumont : WXT
- Kathleen Fee : Martha
- Carlo Mestroni : Shorthand (Moignons) + Gabriel Lobe
- Bruce Dinsmore : Whitewash (Farine) + Creamy (Crémeux)
- Terrence Scammell : Tiberius
- Mark Camacho : Horus (Holus)
- Claudia Besso : Cassandra
- Elizabeth Neale : EVA
- Don Shepherd : Henry
- Eric Davis : Q (JC)
- Wyatt Bowen : Billy

## Production
L'Agent Jean! est initialement une série de bandes dessinées créée par l'auteur Alex. A et vendue à plus de 800 000 exemplaires à partir de 2011, publiée aux éditions Presses Aventure. En 2018, Alex A. est contacté par plusieurs studios de production pour réaliser une adaptation en série animée. C'est finalement Happy Camper Média qui est choisie,. 
Le studio Frima est également chargé de la création des épisodes. Ils souhaitent réduire la durée de production en réalisant des épisodes plus courts, des capsules de 90 secondes. L'équipe, supervisée par Renaud Sylvain, est composée de sept à huit personnes et travaille pendant six mois. Les scénarios des épisodes de 90 secondes sont écrits par Louis Patalano et réalisés par André Kadi. L'équipe décide de construire deux univers narratifs qui évoluent en parallèle, afin de pouvoir intégrer par la suite les dix capsules courtes dans un récit comportant des épisodes plus longs, similaires à ceux d'une série animée classique. La série n'est pas contrainte par l'histoire présentée dans les bandes dessinées, qu'elle ne suit pas.
Lors de la sélection des voix, ils cherchent pour incarner l'Agent Jean « une voix smooth, naïve, de jeune adulte plutôt qu’une voix d’enfant dans le tapis » et qui ne soit « pas [...] trop aiguë », ce que confirme Alex. A, pour qui les voix ne doivent pas être « fatigantes pour les parents ». Ils choisissent d'engager Pier-Luc Funk pour doubler L'Agent Jean. Sont aussi sélectionnés France Castel, Bernard Fortin, Anne Dorval et Adib Alkhalidey pour incarner les autres personnages,.

## Récompenses
La série L'Agent Jean! reçoit plusieurs récompenses, étant à la fois nommée et lauréate à plusieurs reprises lors du Gala des prix Gémeaux, ainsi qu'une nomination au Gala Alliance Média jeunesse.

### Gala des Prix Gémeaux
- 2019 : Lauréate dans la catégorie meilleure série animée.
- 2020 : Lauréate dans la catégorie meilleure série animée.
- 2021 : Lauréate dans la catégorie meilleure série animée.
- 2022 : Lauréate dans la catégorie meilleure série animée.

### Gala Alliance Média jeunesse
- 2022 : Nommée dans la catégorie meilleur balado (podcast).

## Produits dérivés

### L'Agent Jean! - Le balado
L'invasion de la Terre par des extraterrestres mauves est le point de départ d'une aventure de l'Agent Jean. Avec ses amis, il va repousser les envahisseurs, voyager dans une autre dimension, aider un peuple en détresse, se battre avec de vieux ennemis et traverser l'Univers afin de retrouver la Terre ! Le balado de l'Agent Jean est disponible sur la plateforme Ohdio de Radio-Canada.
- Épisodes : 24 x 10 minutes
- Réalisateur : Thierry Bouffard
- Scénaristes : Alex A. et Claude Montminy
- Voix : Pier-Luc Funk, Sarah-Jeanne Labrosse, Martin Watier, France Castel, Bernard Fortin, Anne Dorval, Hugolin Chevrette, Sarahmée